# Diagonale

Il segmento B'D' è una diagonale del poligono A'B'C'D' e del cubo. Il segmento A'C è una diagonale del solo cubo

In geometria, si chiama diagonale il segmento che congiunge due vertici non consecutivi di un poligono o di un poliedro. Le diagonali possono essere interne o esterne al perimetro del poligono o al volume del poliedro, in particolare sono tutte interne se la figura è convessa.
Per sapere quante diagonali partono da un vertice di un poligono di {\displaystyle n>2} vertici si contano tutti i vertici tranne il vertice considerato e i due consecutivi ad esso, in quanto i segmenti ottenuti costituirebbero due lati (e quindi non sarebbero "diagonali" secondo la definizione sopra riportata), quindi si hanno {\displaystyle n-3} diagonali.
Il numero totale delle diagonali di un poligono di {\displaystyle n>2} vertici è dato dalla formula
{\displaystyle d={\frac {n(n-3)}{2}}}

## Dimostrazioni

### Dimostrazione 1
Si dimentichi per un attimo il poligono e lo si sostituisca con l'insieme degli {\displaystyle n} punti corrispettivi dei vertici. Si tracci da ciascun punto le diagonali verso ognuno dei restanti {\displaystyle n-1} (per semplicità ora non si farà distinzioni fra lati e diagonali); si ha quindi che da ogni vertice del poligono partono in totale {\displaystyle n-1} diagonali, se però le si vogliono contare correttamente occorre fare il seguente ragionamento:
da {\displaystyle A_{1}} partono {\displaystyle n-1} diagonali;
da {\displaystyle A_{2}} partono {\displaystyle n-2} diagonali (si toglie quella proveniente da {\displaystyle A_{1}});
da {\displaystyle A_{3}} partono {\displaystyle n-3} diagonali (si tolgono quelle provenienti da {\displaystyle A_{1}} e {\displaystyle A_{2}});
...
da {\displaystyle A_{n}} partono {\displaystyle n-n=0} diagonali (ogni punto è già congiunto da una propria diagonale).
Il numero totale delle diagonali è quindi la sommatoria di una progressione aritmetica
{\displaystyle 0+1+2+...+(n-1)={\frac {n(n-1)}{2}},}
da cui però bisogna togliere gli {\displaystyle n} lati, che inizialmente sono stati considerati per semplicità delle diagonali, quindi
{\displaystyle {\frac {n(n-1)}{2}}-n={\frac {n(n-3)}{2}}.}
Come si può verificare dalla formula, il triangolo con i suoi 3 lati è l'unico poligono a non avere diagonali.

### Dimostrazione 2
Iniziamo dicendo che per formare una diagonale occorrono due vertici. Inoltre il segmento {\displaystyle {\overline {A_{1}A_{4}}}} e il segmento {\displaystyle {\overline {A_{4}A_{1}}}} rappresentano la stessa diagonale, quindi l'ordine con cui si prendono i vertici non è importante. Si tratta allora di contare quante configurazioni ordinate posso formare con {\displaystyle n} oggetti presi 2 alla volta. Per contare queste configurazioni ci viene in aiuto il calcolo combinatorio, infatti le configurazioni possibili sono le combinazioni semplici di {\displaystyle n} oggetti di classe 2
{\displaystyle C_{n,2}={n \choose 2}={\frac {n!}{2!(n-2)!}}={\frac {n(n-1)}{2}}.}
A queste configurazioni vanno poi tolte quelle ottenute prendendo due vertici consecutivi, quindi il numero {\displaystyle n} dei vertici del poligono
{\displaystyle d={\frac {n(n-1)}{2}}-n={\frac {n(n-1)-2n}{2}},}
da cui
{\displaystyle d={\frac {n(n-3)}{2}}.}

## Analisi empirica

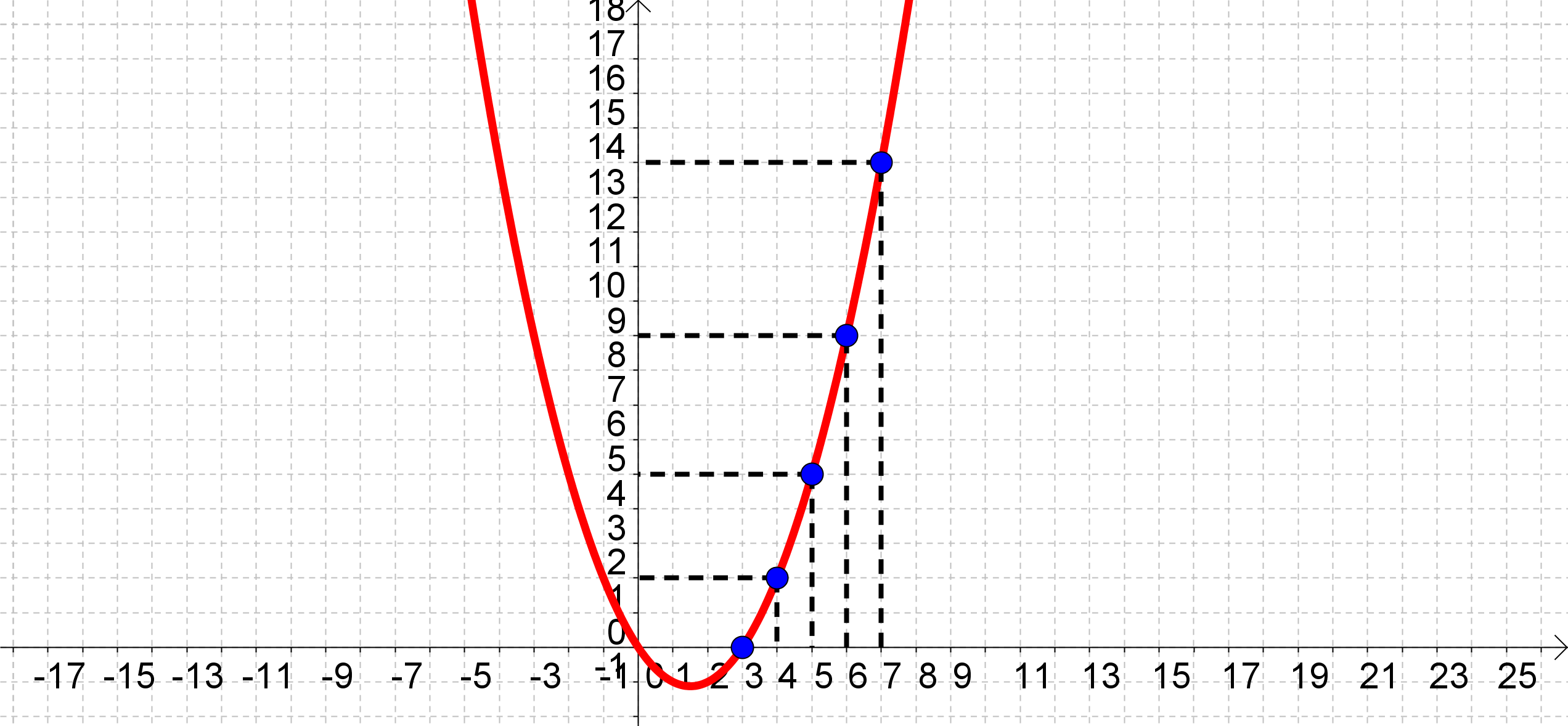
L'andamento del numero di diagonali in funzione del numero di lati del poligono corrisponde alla conica di formula, dove è il numero dei lati e è il numero delle diagonali

Provando a tracciare le diagonali di diversi poligoni si ottiene la seguente tabella:
| Lati | Diagonali |
| ---- | --------- |
| 3    | 0         |
| 4    | 2         |
| 5    | 5         |
| 6    | 9         |
| 7    | 14        |
| 8    | 20        |
| 9    | 27        |
| 10   | 35        |

| Lati | Diagonali |
| ---- | --------- |
| 11   | 44        |
| 12   | 54        |
| 13   | 65        |
| 14   | 77        |
| 15   | 90        |
| 16   | 104       |
| 17   | 119       |
| 18   | 135       |

| Lati | Diagonali |
| ---- | --------- |
| 19   | 152       |
| 20   | 170       |
| 21   | 189       |
| 22   | 209       |
| 23   | 230       |
| 24   | 252       |
| 25   | 275       |
| 26   | 299       |

| Lati | Diagonali |
| ---- | --------- |
| 27   | 324       |
| 28   | 350       |
| 29   | 377       |
| 30   | 405       |
| 31   | 434       |
| 32   | 464       |
| 33   | 495       |
| 34   | 527       |

| Lati | Diagonali |
| ---- | --------- |
| 35   | 560       |
| 36   | 594       |
| 37   | 629       |
| 38   | 665       |
| 39   | 702       |
| 40   | 740       |
| 41   | 779       |
| 42   | 819       |

Si osserva che mentre i lati si susseguono linearmente, il numero delle rispettive diagonali aumenta in modo parabolico (per convincersene basta immettere i dati in un piano cartesiano), quindi la formula risolutiva deve essere un'equazione di secondo grado. Per trovarla si impieghi un sistema di 3 equazioni
{\displaystyle {\begin{cases}an_{1}^{2}+bn_{1}+c=d_{1}\\an_{2}^{2}+bn_{2}+c=d_{2}\\an_{3}^{2}+bn_{3}+c=d_{3}\end{cases}}}
dove {\displaystyle n_{i}} è il numero dei lati e {\displaystyle d_{i}} è il numero delle diagonali corrispondenti. Poiché sia {\displaystyle n_{i}} che {\displaystyle d_{i}} sono noti (almeno per un numero finito di casi), le incognite sono {\displaystyle a,b,c}. Sostituendo, ad esempio, {\displaystyle n_{1}=3,n_{2}=4,n_{3}=5} e i corrispondenti valori di {\displaystyle d_{i}} si ha
{\displaystyle {\begin{cases}9a+3b+c=0\\16a+4b+c=2\\25a+5b+c=5\end{cases}}}
e risolvendo il sistema si ottiene {\displaystyle a={\frac {1}{2}},b=-{\frac {3}{2}},c=0}.
Quindi la formula risolutiva è {\displaystyle d={\frac {n(n-3)}{2}}} che sul piano cartesiano assume la forma della conica {\displaystyle x^{2}-3x-2y=0} con {\displaystyle x=n} e {\displaystyle y=d}.